# Улица Правды (Санкт-Петербург)
У́лица Пра́вды — улица в Центральном районе Санкт-Петербурга. Проходит от Разъезжей улицы до Звенигородской улицы. На северо-восток продолжается Большой Московской улицей.

## История
По некоторым данным с 1776 по 1821 год улица носила название Большой Офицерской. По другим источникам история названий начинается с 1821 года.
В первой половине XVIII века в районе нынешней улицы Правды располагалась дворцовая слобода, в которой жили, в частности, ведающие имуществом царского двора служащие Кабинета его Императорского Величества. Это определило название улицы — Кабинетская, просуществовавшее с 1822 по 1921 год (по другим данным — до 1 сентября 1923 года).
Название «улица Правды» связано с тем, что 22 апреля (5 мая) 1912 в находящейся неподалёку на Ивановской (нынешней Социалистической) улице типографии был отпечатан первый номер газеты «Правда».
В 2007 году во дворах 2—8 на улице Правды реализован проект комплексного благоустройства территории «Изумрудный город». Проект выполнен компанией «Петербургские дворы»; включает ремонт коммуникаций, обновление фасадов, озеленение и мощение проездов. В оформлении дворов использованы мотивы сказки А. М. Волкова «Волшебник Изумрудного города»: дорога, вымощенная жёлтым кирпичом и фигуры сказочных персонажей: Страшилы, Железного дровосека, Льва, добрых волшебниц Стеллы и Велины, Фароманта, а также Людоеда, Бастинды, и Саблезубых тигров. Дом № 3, литера А, включён в «Список диссонирующих объектов», нарушающих гармонию сложившейся исторической застройки города. Кроме того, расположен ряд других современных скульптур.

## Достопримечательности
- Дом № 1 (угол с Разъезжей, 11) — доходный дом (1872, архитектор Г. Г. Боссе, включен существовавший дом).
- Дом № 2 (угол с Разъезжей, 13) — доходный дом (расширен в 1862—1863 годах по проекту Л. Ф. Шперера).
- Дом № 4 — доходный дом А. И. Касаткина (1869, архитектор К. К. Циглер фон Шафгаузен).  7831984000
- Дом № 6 — доходный дом (1876, архитектор А. А. Докушевский).
- Дом № 7 — дом Абациевых. Здесь на четвёртом этаже жила семья Газдановых и прошли первые годы жизни будущего писателя Гайто Газданова. Также в этом доме некоторое время (1899—?) находилась штаб-квартира Русского библиологического общества.
- Дом № 10 — первое здание было построено в 1835 году по проекту архитектора Холопова, перестроено в 1837 году архитектором Андрияновым. В этом здании в 1890-е годы жил известный публицист, социолог и критик Н. К. Михайловский. В 1912—1913 годах здание было перестроено А. Г. Голубковым. В советское время размещался «ДК работников пищевой промышленности». С 2013 по 2022 год в здании находилась гостиница «Эрмитаж»[6].  7831985000
- Дом № 11 — угол с Социалистической (бывшей Ивановской), 7 с 1820 по 1830 год находился Благородный пансион при Санкт-Петербургском университете. С августа 1820 года по 3 августа 1822 года в нём жил и учился будущий композитор М. И. Глинка. C 1830 года место пансиона заняла Первая гимназия, просуществовавшая здесь до 1918 года. В 1837—1839 годах здание было перестроено и расширено по проекту Н. Л. Бенуа при участии А. В. Кокорева. (В 1838 году А. В. Кокорев был назначен архитектором 1-й гимназии). В 1894 году к левой части здания было пристроено крыло (архитектор Николай Никитич Никонов). С 1851 года в гимназии работал известный педагог и детский писатель В. И. Водовозов. В 1906—1913 годах латинский язык в первой гимназии преподавал В. Г. Янчевецкий — будущий писатель Ян. Здесь же он создал один из первых в России скаутских отрядов «Легион юных разведчиков». В 1-й гимназии в разное время учились писатель Всеволод Крестовский (автор романа автор «Петербургские трущобы»), композитор Александр Серов (отец живописца Валентина Серова), физик, электротехник и метеоролог Д. И. Лачинов, юрист, государствовед Н. М. Коркунов, известный минералог и общественный деятель В. И. Вернадский, ботаник, основатель университетского ботанического сада и ректор университета А. Н. Бекетов (дед Александра Блока), профессор И. Е. Андреевский (тоже побывавший на посту ректора университета).
- Дом № 13 (на фото) — «Училищный Совет при Синоде с церковью Святого Благоверного князя Александра Невского и школой». В 1895 году в память об Александре III Святейший Синод решил соорудить храм во имя преподобного Александра Невского, при храме образцовую церковно-приходскую школу для мальчиков и девочек и учредить капитал имени покойного императора для выдачи процентов с него для пособий учащимся в церковно-приходских школах и школах грамоты. Для строительства этого комплекса решено было использовать участок на границе с Первой гимназией. В 1898 году строительство по проекту архитектора А. Н. Померанцева началось; одновременно было принято решение расширить здание для размещения здесь же Училищного совета, которому в самом здании Синода на Сенатской площади не хватало помещений. Училищный совет был создан в 1885 году, он заведовал всей огромной сетью церковно-приходских школ — любимым детищем обер-прокурора Константина Победоносцева — и включал в себя собственно Совет, канцелярию, учебный музей, библиотеку, кабинет учебных пособий, издательство и книжный склад для хранения 3 миллионов учебников. 14 июня епископ Гурий заложил строящееся здание, на что было ассигновано 800 000 рублей. 17 мая 1901 года освятили храм, 1 сентября того же года открыли и школу. Фасад, стилизованный под русскую архитектуру XVII столетия, отделали песчаником и изразцами. В той части, где находилась церковь, на уровне третьего и четвёртого этажей поместили мозаичное панно «Христос, благословляющий детей»[7], выполненное по оригиналу академика живописи А. Н. Новоскольцева художником-мозаичистом В. А. Фроловым. Панно вскоре после закрытия церкви покрыли слоем штукатурки, но мозаику не сбили. После революции помещение церкви переоборудовали под клуб. Затем арендаторы здания менялись, последним стал ЛИКИ, ныне СПбГИКиТ.  7802379000
- Дом № 14 — Особняк Гуро (1849 год, архитектор Адриан Робен).
- Дома № 15—17 — Синодальная типография («Типография № 12 им. М. И. Лоханкова») и жилой дом (1880-е, архитектор Д. В. Люшин)[8].  7802379007
- Дом № 18 — Здание Санкт-Петербургской Губернской Земской управы (1902, гражданский инженер К. К. Маслов).  7831986000
- Дом № 20А  781811314900005 — доходный дом А. Ю. Тами и С. М. Дейчмана[9].
- Дом № 20Б  781811314890005 — особняк П. Копылова(1862—1864, архитектор Н. М. Достоевский)[10]. В 1903 году новые владельца земельного участка Сигизмунд Маврикиевич Дейчман и Альфред Юльевич Тами заказали у архитектора Сильвио Данини постройку шестиэтажного доходного дома (современный № 20, литера А,  781811314900005), который был возведён уже в 1904 году. В 1970-х оба дома объединили внутренним переходом[11][12].
- Дом № 22 (угол со Звенигородской, 14) — доходный дом страхового общества «Россия» (1914—1915, архитектор А. А. Гимпель).  7831989000

## Транспорт
Ближайшие станции метро:
- «Владимирская»
- «Достоевская»
- «Пушкинская»
- «Звенигородская»

Улица дублирует Загородный проспект, на котором поток машин идёт в сторону Московского проспекта. В то время, как на улице Правды движение лишь в сторону Владимирского собора. Эту улицу после пересечения с Разъезжей продолжает Большая Московская улица.

## Пересечения
Улица Правды пересекает или граничит со следующими проспектами, улицами и переулками:
- Разъезжая улица;
- Социалистическая улица;
- Звенигородская улица;
- Большая Московская улица.

## Галерея
- Церковь Св. благ. кн. Александра Невского
- Фасад здания д. 13
- Мозаичная икона на д. 13
- Д. 20
- Д. 20, мемориальная доска ополченцам